# Asesinato de Francisco Marupa
El asesinato de Francisco Marupa ocurrió en febrero de 2025 en la comunidad Torewa en Bolivia.

## Francisco Marupa
Francisco Marupa (siglo XX - Apolo, 12 de febrero de 2025) fue un activista ambiental y líder del pueblo indígena Leco, en Bolivia.
Marupa fue miembro de la comunidad Torewa, que forma parte del Territorio Indígena Leco de Apolo, y formó parte de la Central Indígena del Pueblo Leco de Apolo (CIPLA). Asimismo, Marupa se dedicó a la protección del territorio y la biodiversidad del Parque Nacional Madidi,oponiéndose a la minería ilegal, el tráfico de tierras, la tala, la caza y la pesca ilegal que sucede en este territorio.
Fue considerado por el pueblo Leco como  anciano sabio y protector del territorio, por su oposición al proyecto hidroeléctrico Chepete - Bala; además de ejercer como presidente de la Mancomunidad de Comunidades Indígenas de los ríos Beni, Tuichi y Quiquibey.

## Asesinato
De acuerdo con los datos proporcionados por las autoridades indígenas del territorio Leco, el cuerpo de Francisco Marupa fue encontrado el 14 de febrero de 2025 en las orillas del río Hondo, en la comunidad Torewa, pero el asesinato habría ocurrido dos días antes.

El crimen es atribuido a traficantes de tierras y mineros auríferos, que desarrollan esta actividad de forma ilegal en la región. Según testigos: 
"Han venido amenazando con expulsar a los hermanos indígenas del lugar, han quemado sus casas, la denuncia está radicada en la Fiscalía de Apolo, han destruido cultivos, robado sus motores, diferentes daños han estado ocasionado”.
Investigaciones
El 16 de febrero de 2025, dos días después del hallazgo del cuerpo de Marupa, el Ministro de Gobierno de Bolivia, Eduardo del Castillo, informó que el asesinato del dirigente indígena se debió a  "problemas personales" que fueron confesados por el presunto asesino que fue entregado a la Policía Nacional de Rurrenabaque por los comunarios de Torewa, y descartó que haya sido debido a la minería ilegal o el avasallamiento de tierras, como denunciaron las organizaciones indígenas.
Sin embargo, en la confesión del presunto autor del asesinato existen contradicciones, debido a que, inicialmente, habría indicado que mató a Marupa con un arma blanca, y después mencionó que habría usado una flecha; otros medios informaron que los exámenes forenses indican que el dirigente recibió un disparo en la cabeza y habría sido cercenado con un machete, o que la muerte se debió a un traumatismo craneoencefálico; y que la muerte habría sido ejecutada por mandatos de terceros.

### Reacciones
La Central Indígena del Pueblo Leco envió una carta al presidente Luis Arce; al vicepresidente David Choquehuanca; al presidente del Senado, Andrónico Rodríguez;  y al defensor del Pueblo, Pedro Callisaya, en la que hicieron conocer la situación de amenaza y asedio que viven como pueblo indígena, así como piden la  investigación de la muerte de Marupa.
La Central de Pueblos Indígena de La Paz (CPILAP) emitió un pronunciamiento en la que exigió garantías en favor del pueblo indígena Leco por parte de las autoridades estatales, así como la investigación del asesinato de Francisco Marupa.
La Unión Europea, a través de los Estados miembros en Bolivia emitió un comunicado en el que, además de condenar el asesinato del dirigente indígena, llamó a las autoridades estatales a identificar y sancionar a los autores y responsables del asesinato.
La Defensoría del Pueblo de Bolivia emitió un pronunciamiento en la que pide a las autoridades estatales atender las denuncias de avasallamiento al territorio del pueblo Leco de Apolo, así como la protección de la explotación ajena al pueblo indígena.
El Presidente del Estado Plurinacional, Luis Arce, se manifestó sobre el hecho y aseguró que se instruyó una investigación rigurosa para esclarecer el crimen y garantizar justicia.